# Inden (związek chemiczny)
Inden, 1H-inden, C
9H
8 – organiczny związek chemiczny, bicykliczny węglowodór aromatyczny o dwóch skondensowanych pierścieniach: benzenowym i cyklopentadienowym. Jego izomerem jest 2H-inden (izoinden).

Budowa indenu (1H-indenu) i izoindenu (2H-indenu)

## Otrzymywanie
Występuje w smole pogazowej (został w niej odkryty w 1890 roku) i pozostałościach po produkcji olefin. Można go wyizolować poprzez destylację ekstrakcyjną używając N-metylo-2-pirolidonu lub przez destylację rektyfikacyjną i krystalizację z półproduktu, z którego usunięto wcześniej fenol za pomocą ekstrakcji roztworem NaOH. Opracowano też technologię, w której fenolu nie usuwa się, lecz wykorzystuje jego obecność do destylacji azeotropowej układu inden-fenol. Po dodaniu wody fenol przechodzi do dolnej fazy wodnej, a czysty inden znajduje się w fazie górnej.
Wysokiej czystości inden uzyskać można przeprowadzając go w indenek sodu w atmosferze obojętnej. Nieprzereagowane zanieczyszczenia usuwa się przez odparowanie pod zmniejszonym ciśnieniem, a następnie inden odzyskuje się, hydrolizując indenek sodu wodą. Czysty produkt izoluje się przez destylację z parą wodną i destylację frakcyjną.

## Właściwości chemiczne
Łatwo polimeryzuje, już w temperaturze pokojowej i w ciemności. Proces ten przyspieszają katalizatory reakcji Friedla-Craftsa, kwasy i podgrzanie.
Wykazuje właściwości kwasowe, jego pKa wynosi 18–23. Reaguje z sodem i amidkiem sodu dając indenek sodu (zwany też indenylosodem) o budowie jonowej. Podobnie jak cyklopentadien, benzocyklopentadien tworzy związki metaloorganiczne, np. FeIn
2, RuIn
2, LnIn
2 i LnIn
3 (gdzie In – indenyl, Ln – lantanowiec) i inne kompleksy z metalami przejściowymi. W przeciwieństwie do anionu cyklopentadienylowego, o w pełni zdelokalizowanym ładunku, ładunek ujemny anionu In−
 zlokalizowany jest głównie w pozycjach benzylowych. Dla kompleksu z cerem, dane analityczne wskazują na możliwość występowania wiązania kowalencyjnego Ce–C1.

## Zastosowanie
Stosowany jest do produkcji żywic indenowo-kumaronowych i węglowodorowych oraz do otrzymywania indanu i jego pochodnych.